# داليا الدجيلي
داليا محمد جمال الدجيلي (مواليد 1999) كاتبة ومحررة إنجليزية. تشغل حاليًا منصب المحررة الإلكترونية للمجلة البريطانية للتصوير الفوتوغرافي (BJP). نُشر كتابها الأول "بابل، ألبيون" عام 2025.

## النشأة
ولدت الدجيلي في قرية في مقاطعة سري لأبوين عراقيين؛ والدها محمد نصف مصري ودرس في ليدز، بينما فرت والدتها زينب من العراق في أواخر الثمانينيات.   تخرجت في عام 2021 من جامعة إدنبرة بدرجة الماجستير الاسكتلندي في الأدب الإنجليزي. 

## حياتها المهنية
خلال دراستها الجامعية، شاركت الدجيلي في مسابقة الصحافة بمهرجان إدنبرة السينمائي الدولي، حيث نشرت أول مقالة مراجعة لها حول فيلم وثائقي نُشر في مجلة The Skinny. كما أصبحت رئيسة تحرير مجلة طلابية تُدعى Mxgyny ، وأنشأت النشرة الإخبارية Misfit . في عام 2020، أثناء إغلاق كوفيد-19، أسست مجلة The Road to Nowhere.  
بعد تخرجها من الجامعة، عُيِّنت الدجيلي في مجلة It's Nice That لكتابة مقالات عن الفن والتصميم. أصبحت كاتبة افتتاحية ومحررة رقمية في مجلة Azeema في عام 2021  ثم محررة مجتمعية في مجلة Bricks في عام 2022.  كما كان لها عمود في مجلة This Orient .  في عام 2024، انضمت الدجيلي إلى حزب بهاراتيا جاناتا كمحررة إلكترونية. 
بعد الشروع في رحلة تخييم إلى منطقة البحيرة مع مجموعة ماكس جيراردو "الرؤيويون"،   استلهمت الدجيلي فكرة إنشاء مجمعات "تضع النباتات البريطانية والعراقية والشخصيات الأسطورية والرموز جنبًا إلى جنب... وتربط تراثها المزدوج في قوس سردي واحد".  تطور هذا إلى كتابها غير الخيالي الأول "بابل، ألبيون"، الذي نُشر عام 2025 عبر دار الساقي للنشر. يتقاطع الكتاب بين العالم الطبيعي والأرض المادية لبريطانيا والعراق مع هويتها.   كان كتاب "بابل، ألبيون" توصية من نادي كتاب Service95 .  بالإضافة إلى ذلك، حررت الدجيلي مقالة المهندسة المعمارية الفلسطينية سارة بوكر في كتاب التصوير الفوتوغرافي " غرفة المعيشة". 

## فهرس
- بابل، ألبيون (2025)